# أبوة (فلم)
أبوّة (بالإنجليزية: Paternity) هو فلم كوميدي أمريكي أُخرج من قبل ديفيد ستينبرج في عام 1981م، ومثّله بيرت رينولدز، بيفيرلي دي أنجيلو، بول دولي، اليزابيث اشلي ولورين هاتون. نُشر الفلم في الأسواق بتاريخ 2 أكتوبر، 1981م.

## طاقم التمثيل
- بيرت رينولدز بدور بادي.
- بيفيرلي دي أنجليو بدور ماجي.
- لاورين هاتون بدور جيني.
- نورمان فيل بدور لاري.
- بول دولي بدور كورت.
- إليزابيث إشلي بدور صوفيا.
- خوانتيا مور بدور سيليا.
- بيتر بيلينجسلي بدور تاد.

## أغنية المقدمة
أغنية البداية «بابي تاك» لُحّنت من قبل ديفيد شاير، وكلمات ديف فريشبرج، حصلت عام 1981م على جائزة توت العلّيق الذهبية لأسوء أغنية.

## روابط خارجية
- أبوة على موقع IMDb (الإنجليزية)
- أبوة على موقع روتن توميتوز (الإنجليزية)
- أبوة على موقع ألو سيني (الفرنسية)
- أبوة على موقع Turner Classic Movies (الإنجليزية)
- أبوة على موقع أول موفي (الإنجليزية)
- أبوة على موقع بوكس أوفيس موجو (الإنجليزية)
- أبوة على موقع فيلمافينيتي (الإسبانية)
- أبوة على موقع قاعدة بيانات الأفلام السويدية (السويدية)
- أبوة على موقع قاعدة بيانات الفيلم (الإنجليزية)
- أبوة على موقع ليتربوكسد (الإنجليزية)